# Кабанес, Огюстен
Огюстен Кабанес (фр. Augustin Cabanès; 30 апреля 1862, Гурдон, департамент Ло — 5 мая 1928, Париж) — французский писатель.

## Биография
По образованию медик и фармацевт, преподавал в Брюсселе. В 1890 году впервые выступил как литератор, опубликовав в последующие годы несколько десятков популярных книг в жанре non-fiction. Многие из них так или иначе были связаны с медицинской специальностью Кабанеса: некоторые рассказывали о занимательных случаях из истории медицины — «Хирурги и раненые в истории» (фр. Chirurgiens et Blessés à travers l'Histoire; 1918), «Зубы и дантисты в истории» (фр. Dents et dentistes à travers l'Histoire; 1928) и др., — другие предлагали взгляд сквозь призму медицины на те или иные общественные проблемы: «Революционный невроз» (фр. La Névrose révolutionnaire; 1906, совместно с Люсьеном Нассом; русский перевод 1907). Другие сочинения Кабанеса были посвящены известным личностям: «Незнакомый Марат» (фр. Marat inconnu; 1891), «Неизвестный Бальзак» (фр. Balzac ignoré; 1911) и т. д. Впрочем, почти все исторические книги Кабанеса также подразумевали участие медицины и врачей: так, подготовленная им книга «Наполеон перед судом англичанина» (фр. Napoléon jugé par un Anglais; 1901) основана на мемуарах английского врача, сопровождавшего Наполеона в изгнание на остров Святой Елены, а новелла «Любовный роман трёх знаменитостей» из серии «Тайный кабинет истории» (фр. Le cabinet secret de l'histoire) касается романа писательницы Жорж Санд с итальянским врачом Пьетро Паджелло.